# Satoshi Kamiya
Satoshi Kamiya (神谷 哲史?, Satoshi Kamiya; Nagoya, 6 giugno 1981) è un artista giapponese.
È uno dei più dotati maestri dell'origami a livello mondiale.  Ha iniziato a piegare dall'età di due anni e da allora ha creato centinaia di modelli. Tra i più famosi ricordiamo due dragoni, uno chiamato il divino drago "Bahamut" (Divine Dragon "Bahamut") e l'altro chiamato Il drago antico (Ancient Dragon).
Satoshi ha creato molti modelli, inclusi i dragoni, riferiti a storie di manga giapponesi. 
Le sue creazioni origami sono estremamente complesse; il dragone richiede circa 275 passaggi e parte da un foglio quadrato di carta sottile di 50 cm di lato.
Tra gli altri modelli ricordiamo la balena, il mammuth lanoso, la tigre dai denti a sciabola, diversi dinosauri, un mago, e anche un terzo drago cinese ancora inedito, "Ryu-jin".

## Pubblicazioni
- (JA)  Works of Satoshi Kamiya, 1995-2003 Origami House, 2005. ISBN 0-00-004194-7
- (JA)  World of Super-Complex Origami Soshimu, 2010. ISBN 978-4-88337-710-7 (in collaborazione con altri origamisti, come Komatsu Hideo e Takashi Hojyo)